# Oxid de cadmiu
Oxidul de cadmiu  este un compus anorganic cu formula chimică CdO. Estre unul dintre principalii precursori pentru alți compuși de cadmiu. Cristalele sale aparțin sistemului de cristalizare cubic, semănând cu cele al clorurii de sodiu.  Natural, se găsește sub forma unui mineral rar denumit monteponit. Oxidul de cadmiu poate fi găsit ori sub formă de pudră amorfă incoloră, ori ca un solid cristalizat de culoare roșu-brună. 

## Obținere
Oxidul de cadmiu se poate obține prin descompunerea termică a carbonatului de cadmiu sau a hidroxidului de cadmiu: 
{\displaystyle \mathrm {CdCO_{3}\longrightarrow \ CdO\ +\ CO_{2}} }
{\displaystyle \mathrm {Cd(OH)_{2}\longrightarrow \ CdO\ +\ H_{2}O} }
De asemenea, se poate obține prin oxidarea sulfurii de cadmiu la temperatură ridicată:
{\displaystyle \mathrm {2\ CdS\ +\ 3\ O_{2}\longrightarrow \ 2\ CdO\ +\ 2\ SO_{2}} }